# La Grande Dorsale
La Grande Dorsale (französisch für Das große Rückgrat) ist ein bis zu 25 m hoher Gebirgskamm auf der Carrel-Insel im Géologie-Archipel vor der Küste des ostantarktischen Adélielands.
Französische Wissenschaftler benannten ihn 1977 deskriptiv.